# Beacon Hill
För andra betydelser, se Beacon Hill (olika betydelser).

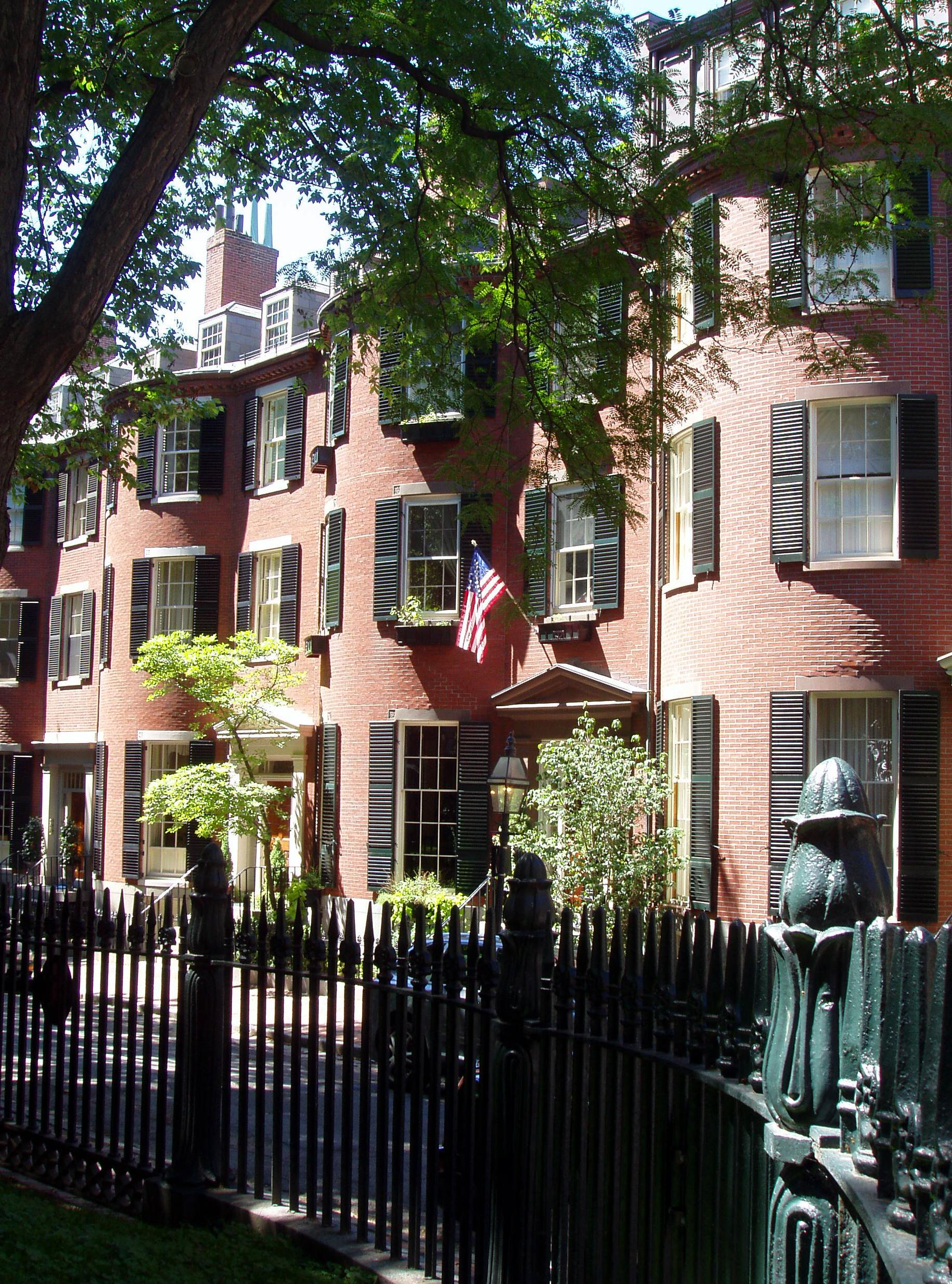
Hus vid Louisburg Square.

Beacon Hill är en stadsdel i centrala Boston i Massachusetts i USA. Stadsdelen kännetecknas av radhus i äldre stil och har en viss småstadskänsla. Det anses vara ett av de mest exklusiva bostadsområdena i USA.
Massachusetts State House, där delstatens guvernör och parlament har sitt säte, finns på Beacon Hill.

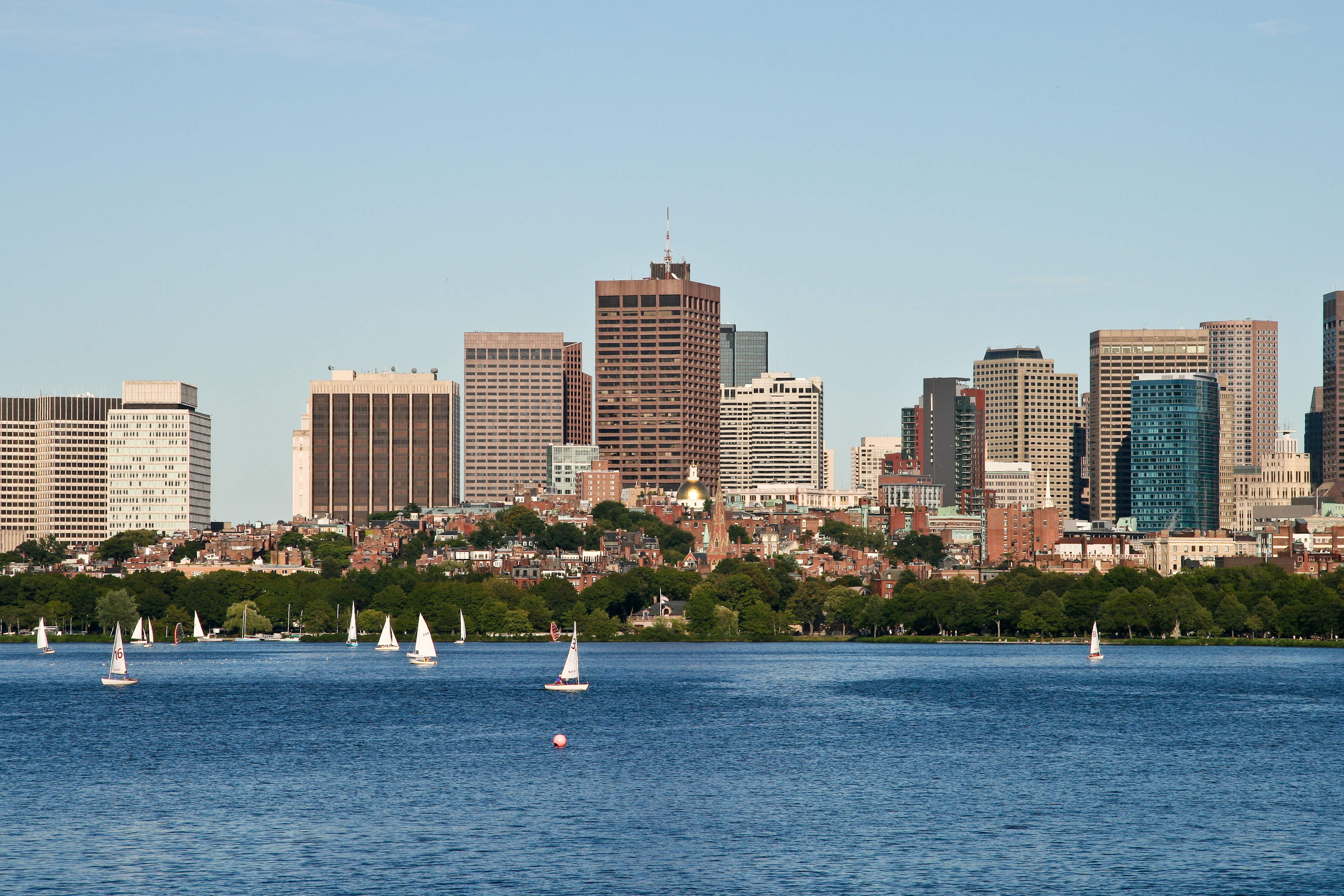
Beacon Hill vid Charlesfloden. I bakgrunden syns finanskvarterens skyskrapor.